# Баньє (цвинтар)
Цвинтар Баньє (фр. Cimetière parisien de Bagneux) — цвинтар, розташований на південь від Парижа на авеню Маркс-Дормуа в місті Баньє департаменту О-де-Сен. Один із трьох паризьких цвинтарів (поряд з Пантеном і Тьє), що знаходяться за межами міської території, найменший з них за площею. Цвинтар Баньо відкритий для нових поховань. В даний час на ньому є понад 83 тисячі могил, причому кількість похованих збільшується в середньому на 300 на місяць.

## Історія
Цвинтар відкрито 15 листопада 1886 одночасно з кладовищем Пантен, спочатку тут був похований Оскар Вайлд, поки його останки не були перенесені на цвинтар Пер-Лашез. Також спочатку тут була похована Жанна Ебютерн (1898—1920), модель та актриса, коханка Амадео Модільяні, мати його єдиної дитини. Через те, що Жанна Ебютерн скоїла самогубство, її сім'я не змогла відразу отримати дозвіл на поховання її тіла на цвинтарі Пер-Лашез, і отримала такий дозвіл тільки в 1930 році, перенісши останки на вказаний цвинтар, де вони нині спочивають поруч з А. Модільяні.
Нині серед інших знаменитостей на цвинтарі поховані художник-самоучка Анрі Руссо, поет і письменник Франсіс Карко, драматург Альфред Жаррі, актор Марсель Даліо, кінорежисери Жан Віго та Клод Беррі, багаторічний президент ФІФА Жуль Ріме, а також низка російських емігрантів, у тому числі Петро Нілус та Юрій Анненков та композитор Іван Вишнеградський.
На цвинтарі також є секція військових поховань та єврейська секція, де знаходяться пам'ятники євреям — жертвам Другої світової війни, а також окрема пам'ятка в'язням Варшавського гетто. Дві ділянки цвинтаря виділено під поховання британських солдатів, які загинули у Франції в роки Першої та Другої світових воєн.